# 西山天王山車站

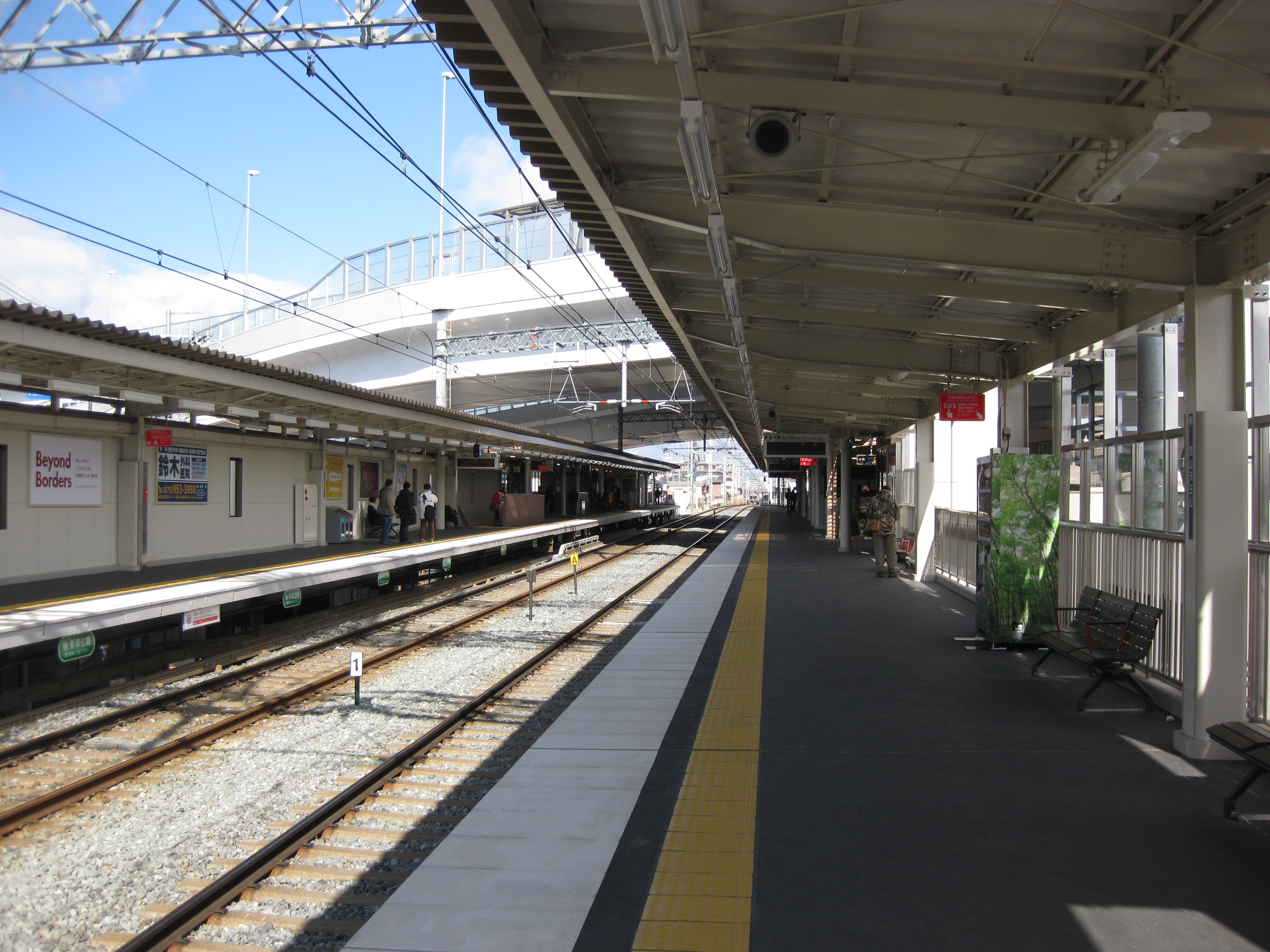
月台

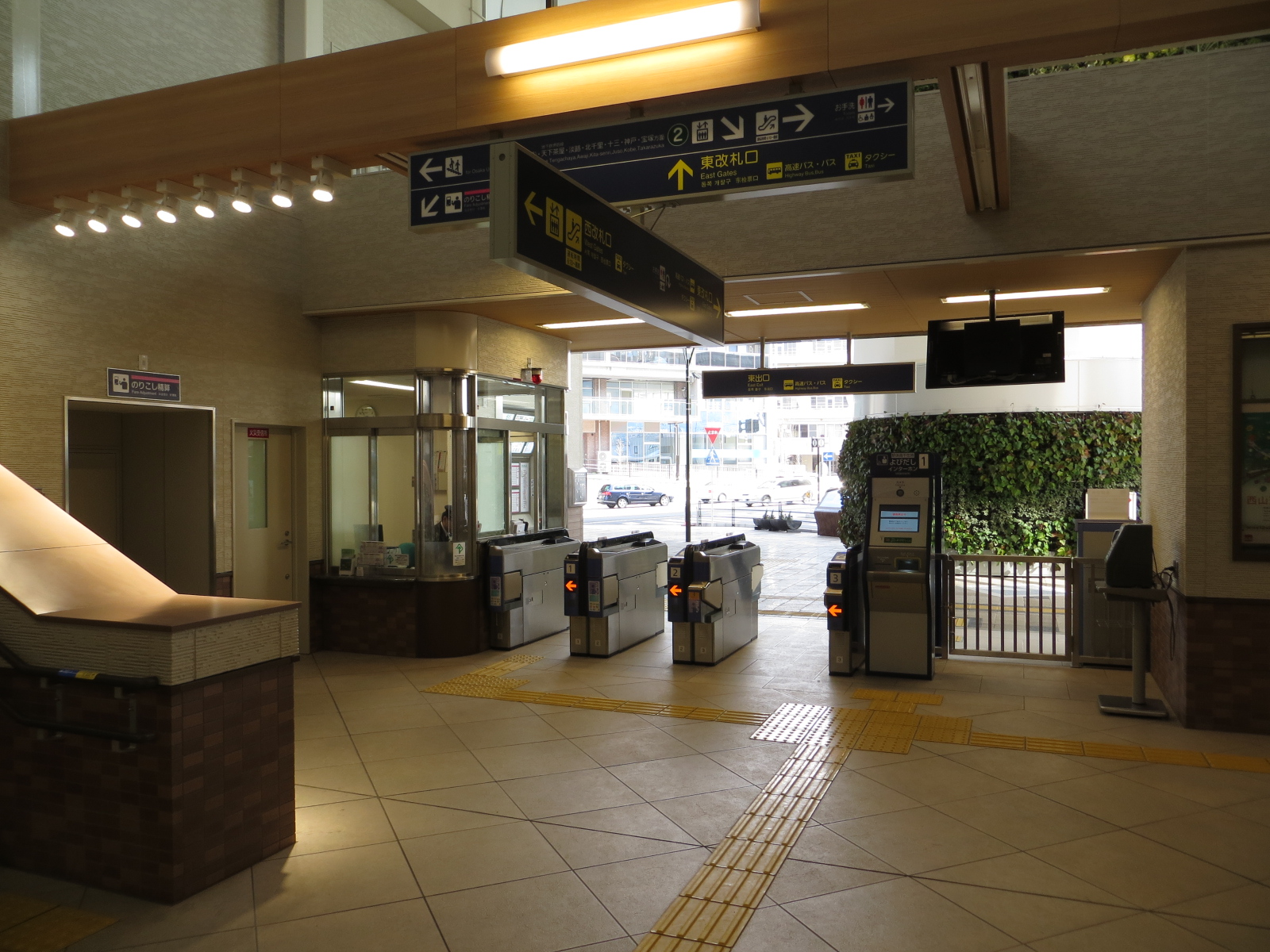
驗票口

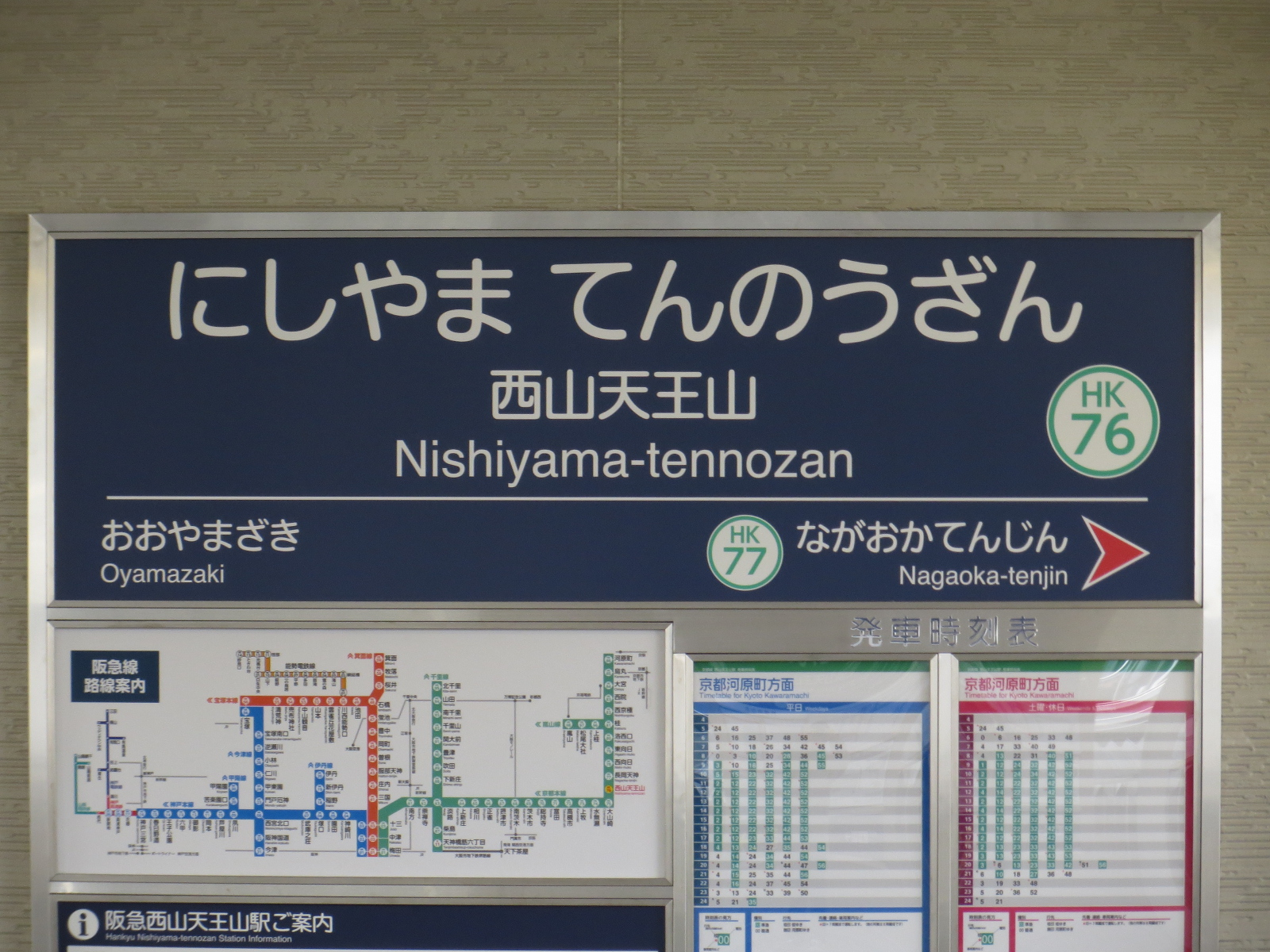
車站站牌

西山天王山站（日语：／ Nishiyama-tennozan eki */?），是一個位於京都府長岡京市友岡四丁目，屬於阪急電鐵京都本線的鐵路車站。車站編號為HK-76。

## 概要
2013年（平成25年）12月21日開業，為阪急電鐵全線最新的車站。位於長岡天神站與大山崎站之間，與京都縱貫自動車道的交叉點。
當初為2013年春季預定開業，但在2012年（平成24年）3月30日新站名決定的同時延期，從翌年6月5日延至同年12月21日。此外，站名正式決定前的暫定名稱為「南長岡京市站」。

## 歷史
- 2013年（平成25年）12月21日 - 開業[1]

## 車站構造
側式月台2面2線的地面車站。

### 月台配置
| 月台 | 路線     | 方向 | 目的地                              |
| ---- | -------- | ---- | ----------------------------------- |
| 1    | 京都本線 | 上行 | 往 京都河原町、嵐山                 |
| 2    | 京都本線 | 下行 | 往 高槻市、淡路、大阪梅田、天下茶屋 |

## 使用狀況
2019年（令和元年）度1日平均上下車人次為14,695人。
開業之後1日平均上下車、上車人次統計如下表。
| 年度   | 1日平均 上下車人次 | 1日平均 上車人次 | 出典  |
| ------ | ------------------ | ---------------- | ----- |
| 2013年 | 6,278              | 3,265            | [ 2 ] |
| 2014年 | 6,538              | 3,420            | [ 3 ] |
| 2015年 | 11,652             | 5,943            | [ 4 ] |
| 2016年 | 12,244             | 6,250            | [ 5 ] |
| 2017年 | 13,261             | 6,715            | [ 6 ] |
| 2018年 | 13,584             | 6,905            | [ 7 ] |
| 2019年 | 14,695             | 7,412            | [ 8 ] |

## 車站周邊
- 京都縱貫自動車道 長岡京交流道、長岡京巴士站
- 天王山
- 長岡醫院
- 三得利 京都啤酒工廠
- 向日町警察署 西山天王山派出所
- 圓明寺郵局
- 京都府立西乙訓高等學校
- 京都府道10号大山崎大枝線（丹波街道）
- 京都府道67号西京高槻線（西國街道 新道・舊道）
- 京都府道204号奥海印寺納所線

## 公車路線
可在東口的公車站「阪急西山天王山」搭乘阪急巴士及京阪巴士。
京阪巴士只有負責淀競馬場線及與阪急共同營運的90號路線。
| 月台 | 系統        | 目的地     | 主要行經地                             | 備註               |
| ---- | ----------- | ---------- | -------------------------------------- | ------------------ |
| 1    | 1           | 金之原     | 西陣町・阪急長岡天神・JR長岡京         | 循環路線           |
| 1    | 3           | JR長岡京   |                                        |                    |
| 1    | 5・6・7・48 | JR長岡京   | 美竹台住宅・光風台住宅                 | 循環路線           |
| 1    | 49          | 菱川       | 金之原・西陣町・阪急長岡天神・JR長岡京 |                    |
| 1    | 80          | 阪急東向日 |                                        |                    |
| 1    | 80          | JR山崎     |                                        |                    |
| 1    | 82          | JR長岡京   |                                        |                    |
| 1    | 90          | JR長岡京   | 東浦                                   |                    |
| 2    | 48          | 新山崎橋   |                                        |                    |
| 2    | 90          | 京阪淀站   | 久貝                                   |                    |
| 2    | 淀競馬場線  | 京都競馬場 |                                        | 中央賽馬舉行日運行 |

## 相鄰車站
阪急電鐵
 京都本線
□快速特急A、■快速特急、■特急、■通勤特急、■快速急行、■快速
通過
■準急、■普通
大山崎（HK-75）－西山天王山（HK-76）－長岡天神（HK-77）

## 外部連結
- 西山天王山 - 阪急電鐵